# استرتن (نبراسکا)
استرتن(به انگلیسی: Stratton) شهری در ایالت نبراسکا کشور ایالات متحده آمریکا است که جمعیت آن در سرشماری سال ۲۰۱۰ میلادی، ۳۴۳ نفر بوده‌است.